# Typhon Pongsona
Le typhon Pongsona est un typhon qui a causé de gros dégâts à Guam en décembre 2002. Pongsona (coréen : 봉선화) signifie Impatiens balsamina en coréen. 

## Évolution météorologique
Fin novembre, une zone de convection persistante à environ 625 kilomètres à l'est-sud-est de Pohnpei vue par l'imagerie satellitaire montrait une large rotation cyclonique dans les niveaux inférieurs de l'atmosphère et un creux barométrique près de la surface. Les bandes de pluie se sont progressivement mieux organisée et le 2 décembre, le système présentait une circulation allongée à basse altitude et à 6 h UTC, l'Agence météorologique japonaise (JMA) a classé le système comme une dépression tropicale à environ 735 km à l'est-nord-est de Pohnpei. Peu de temps après, le Joint Typhoon Warning Center américain (JTWC) a émis une alerte de formation de cyclone tropical et à 18 h UTC, l'a classé dépression tropicale 31W. Tôt le 3 décembre, le JTWC a classé le système comme une tempête tropicale  qui fut nommée Pongsona à 12 h UTC par le JMA.
|                               |  |  |
| Dommages causés par le typhon |  |  |

La trajectoire du système a tourné vers l'ouest le 4 décembre et s'est lentement intensifié, développant un œil le lendemain, poussant le JTWC et le JMA à rehausser Pongsona en typhon à environ 1 150 km au sud-est de Guam. Tout en continuant généralement vers l'ouest, l'œil s'est progressivement mieux organisé. Tard le 7 décembre, l'œil de Pongsona a atteint 55 km de diamètre à l'approche de Guam le typhon s'est rapidement intensifié. Le JTWC a estimé que Pongsona a atteint des vents soutenus de 240 km/h sur une minute et des rafales de 273 km/h, ce qui en faisait un supertyphon de catégorie 4.
À 5 h UTC le 8 décembre, le mur de l'œil a touché terre sur Guam, et deux heures plus tard, la partie nord du mur de l'œil a traversé Rota à proximité. Le JMA a estimé que Pongsona a atteint une intensité maximale de 175 km/h sur 10 minutes juste au nord de Guam. Le typhon s'est incurvé ensuite vers le nord-nord-ouest grâce à une faiblesse dans la crête subtropicale à l'ouest des îles Mariannes du Nord. Le 9 décembre, la convection a commencé à affaiblir lorsque Pongsona a commencé à interagir avec un système des latitudes moyennes au nord. De l'air sec a été entraîné dans la partie sud-ouest de la circulation, ce qui a amené une décroissance dans la convection. En conséquence, le JTWC et le JMA ont déclaré que Pongsona était devenu un cyclone extratropical le 11 décembre à environ 1 400 km au nord-ouest de l'atoll Wake.